# Atlético Madrid B
Club Atlético de Madrid B ist die zweite Mannschaft von Atlético Madrid. Ihr Stadion Estadio Cerro del Espino liegt in Majadahonda in der Autonomen Gemeinschaft Madrid. Atlético B spielt seit der Saison 2023/24 in der drittklassigen Primera Federación.

## Geschichte
1966 wurde der Verein als Reyfra Atlético Club gegründet. 1980 spielte man erstmals in der Segunda División. 1991 wurden sie in Atlético Madrid B umbenannt. 2000 stieg man endgültig aus der 2. Liga ab, und 2015 sogar in die 4. Liga.

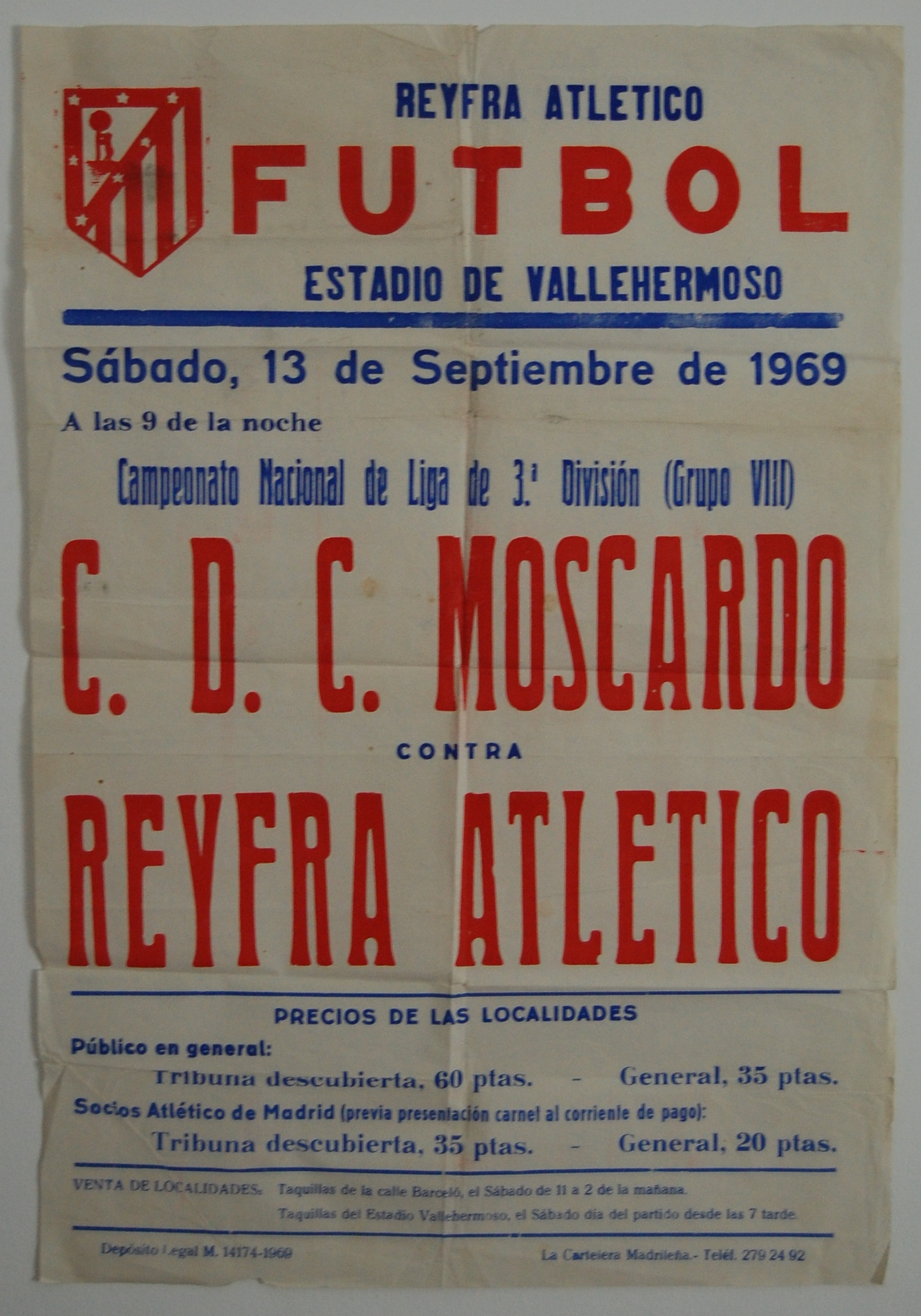
Plakat eines Spiels des Reyfra Atlético Club gegen CDC Moscardó

## Statistik
- Als eigenständiger Klub

| Saison  | Liga | Platz | Copa del Rey |
| ------- | ---- | ----- | ------------ |
| 1967/68 | 3ª   | 10.   |              |
| 1968/69 | 3ª   | 11.   |              |
| 1969/70 | 3ª   | 5.    |              |
| 1970/71 | 3ª   | 5.    |              |
| 1971/72 | 3ª   | 3.    |              |
| 1972/73 | 3ª   | 2.    |              |
| 1973/74 | 3ª   | 11.   |              |
| 1974/75 | 3ª   | 10.   |              |
| 1975/76 | 3ª   | 5.    |              |
| 1976/77 | 3ª   | 5.    |              |
| 1977/78 | 2ªB  | 11.   |              |
| 1978/79 | 2ªB  | 10.   |              |
| 1979/80 | 2ªB  | 2.    |              |

| Saison  | Liga | Platz | Copa del Rey |
| ------- | ---- | ----- | ------------ |
| 1980/81 | 2ª   | 14.   |              |
| 1981/82 | 2ª   | 10.   |              |
| 1982/83 | 2ª   | 13.   |              |
| 1983/84 | 2ª   | 14.   |              |
| 1984/85 | 2ª   | 14.   |              |
| 1985/86 | 2ª   | 20.   |              |
| 1986/87 | 2ªB  | 14.   |              |
| 1987/88 | 2ªB  | 11.   |              |
| 1988/89 | 2ªB  | 1.    |              |
| 1989/90 | 2ª   | 20.   |              |
| 1990/91 | 2ªB  | 8.    |              |
| 1991/92 | 2ªB  | 7.    |              |

- Als Zweitmannschaft

| Saison  | Liga | Platz |
| ------- | ---- | ----- |
| 1992/93 | 2ªB  | 7.    |
| 1993/94 | 2ªB  | 6.    |
| 1994/95 | 2ªB  | 9.    |
| 1995/96 | 2ªB  | 4.    |
| 1996/97 | 2ª   | 12.   |
| 1997/98 | 2ª   | 9.    |
| 1998/99 | 2ª   | 2.    |
| 1999/00 | 2ª   | 17.   |
| 2000/01 | 2ªB  | 1.    |
| 2001/02 | 2ªB  | 10.   |
| 2002/03 | 2ªB  | 12.   |
| 2003/04 | 2ªB  | 1.    |
| 2004/05 | 2ªB  | 6.    |

| Saison  | Liga | Platz |
| ------- | ---- | ----- |
| 2005/06 | 2ªB  | 9.    |
| 2006/07 | 2ªB  | 14.   |
| 2007/08 | 2ªB  | 10.   |
| 2008/09 | 2ªB  | 13.   |
| 2009/10 | 2ªB  | 7.    |
| 2010/11 | 2ªB  | 11.   |
| 2011/12 | 2ªB  | 5.    |
| 2012/13 | 2ªB  | 7.    |
| 2013/14 | 2ªB  | 16.   |
| 2014/15 | 2ªB  | 18.   |
| 2015/16 | 3ª   | 4.    |
| 2016/17 | 3ª   | 1.    |
| 2017/18 | 2ªB  | 10.   |

- 11 Saisonen in der Segunda División
- 27 Saisonen in der Segunda División B
- 11 Saisonen in der Tercera División

## Erfolge
- Meister Segunda División B: 1988/89, 2000/01, 2003/04